# Marcellin et Lucie Grandou - Elie et Léa Louradour
Pour les articles homonymes, voir Louradour.
- Marcellin et Lucie Grandou
- Élie et Léa Louradour

Marcellin et Lucie Grandou, Elie et Léa Louradour, sont deux couples d'agriculteurs de Saint-Sozy (Lot), proches parents et exploitant deux fermes voisines, qui ont caché une fratrie de deux enfants juifs en 1944 et à ce titre reconnus Justes parmi les nations par l'institut Yad Vashem.

## Biographie
Marcellin Grandou, né le 28 novembre 1898, et sa sœur Léa, née le 19 mai 1903 sont nés au Fustié, hameau alors situé dans la commune de Saint-Sozy (commune de Mayrac depuis 1946) de parents agriculteurs.
Marcellin Grandou épouse Lucie Constanty, née le 16 septembre 1901 à Loupchat, hameau de Martel (Lot), ils demeurent au Fustié où ils exploitent à leur tour la propriété familiale et le couple a 3 filles. Léa Grandou épouse Élie Louradour, né le 10 septembre 1900 au Mas Rambert hameau toujours situé dans la commune de Saint-Sozy à quelques centaines de mètres du Fustié ; le couple exploite à son tour la propriété familiale des Louradour et n'a pas d'enfant,.
Marcellin Grandou meurt le 1er février 1965, Élie Louradour le 20 mai 1984, Lucie Constanty-Grandou le 25 mars 1985 et Léa Grandou-Louradour le 15 mai 1985.

## Action pendant laSeconde Guerre mondiale

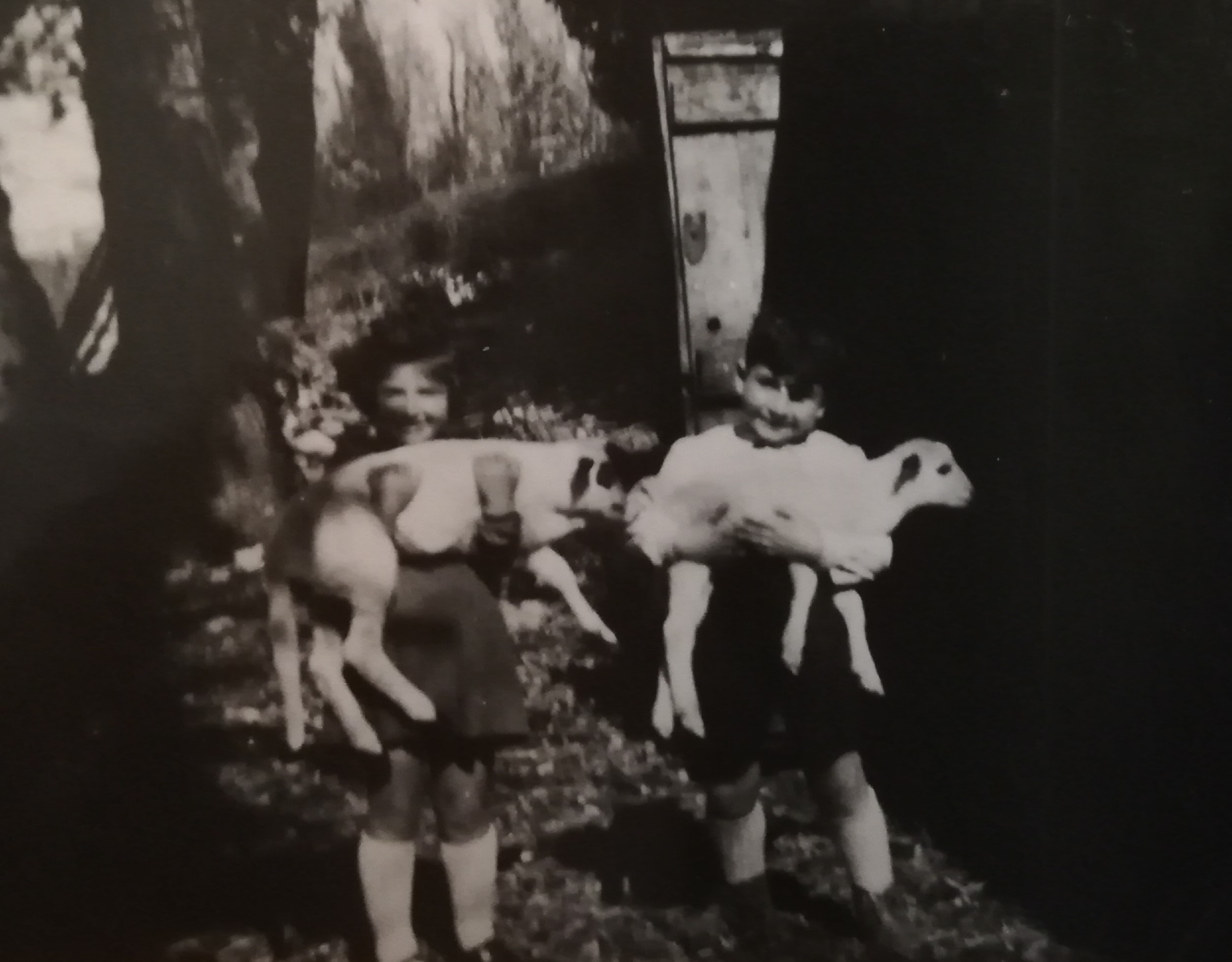
Claude et Danielle dans la ferme du Fustié en 1944.

Les deux couples ont hébergé en 1944, et sauvé, deux enfants, Claude et Danielle Hess.

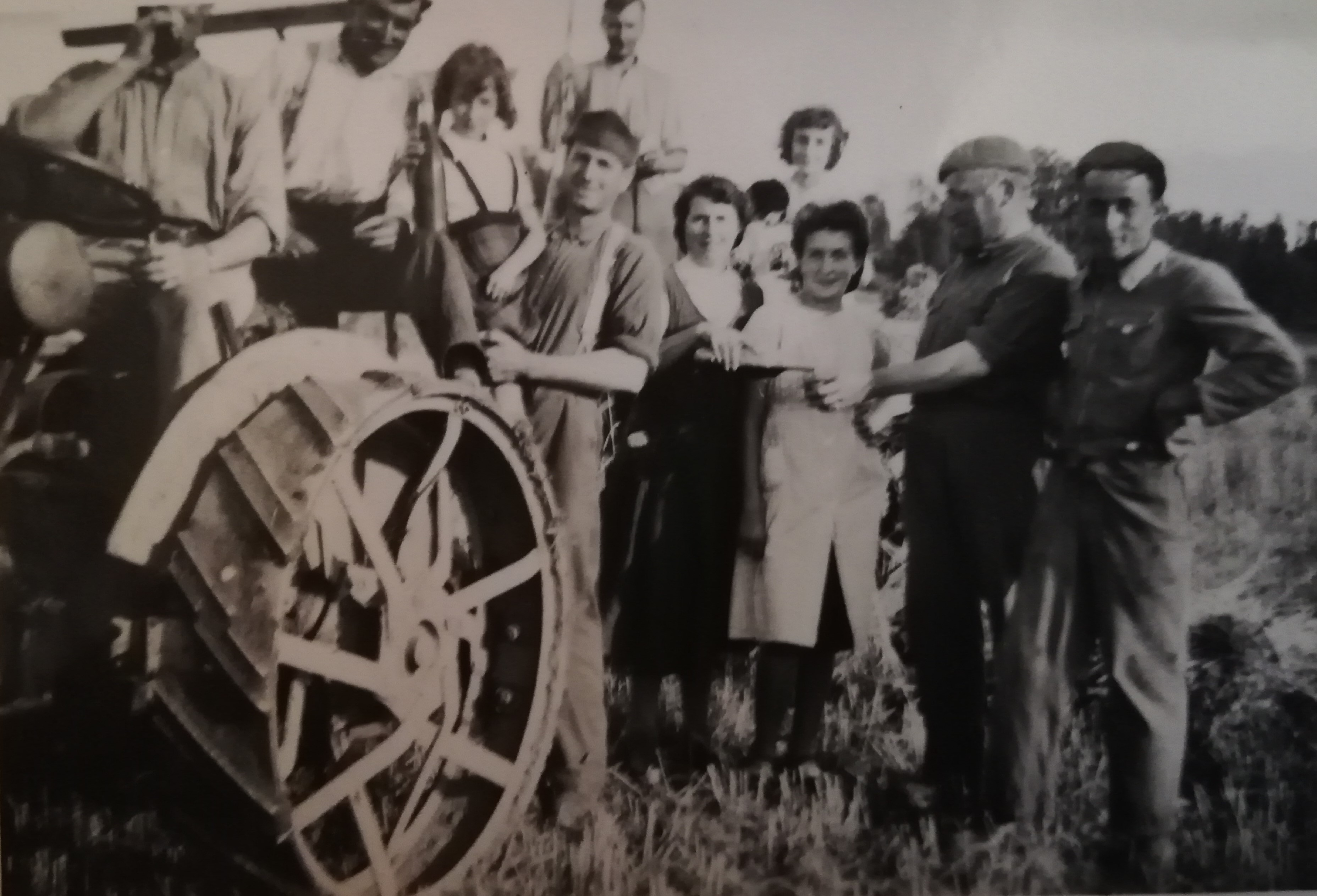
Scène de moissons à la ferme Grandou avec le renfort de quelques maquisards du groupe de Tony.

La famille Hess s’était repliée de Metz à Bretenoux en 1940. Juifs de nationalité française, ils ne sont pas inquiétés avant 1944. Lorsque les parents de Madame Hess, restés en Lorraine, sont déportés, le couple décide de chercher un refuge pour ses enfants. Ils s'adressent aux instituteurs de ceux-ci dont Marie-Louise Plagne (née Constanty, sœur de Lucie Grandou) qui est institutrice à Bretenoux. En janvier 1944, elle écrit à sa sœur pour lui présenter le cas de deux petits réfugiés juifs, Claude, 7 ans, et sa sœur, Danielle, 5 ans. 
Comprenant le danger, les Grandou accueillent les deux enfants. Claude restant à la ferme du Fustié et Danielle étant hébergée chez les Louradour au Mas Rambert. Ils y restent jusqu’en octobre 1944, scolarisés au village par des religieuses elles-mêmes réfugiées de Lorraine. Leurs parents se cachent aux Sarragous, hameau de Mayrac. Elie Louradour, qui est lié à la Résistance, met Monsieur Hess en contact avec le maquis où il devient l’adjoint de « Tony » Delpeyroux.

## Reconnaissance

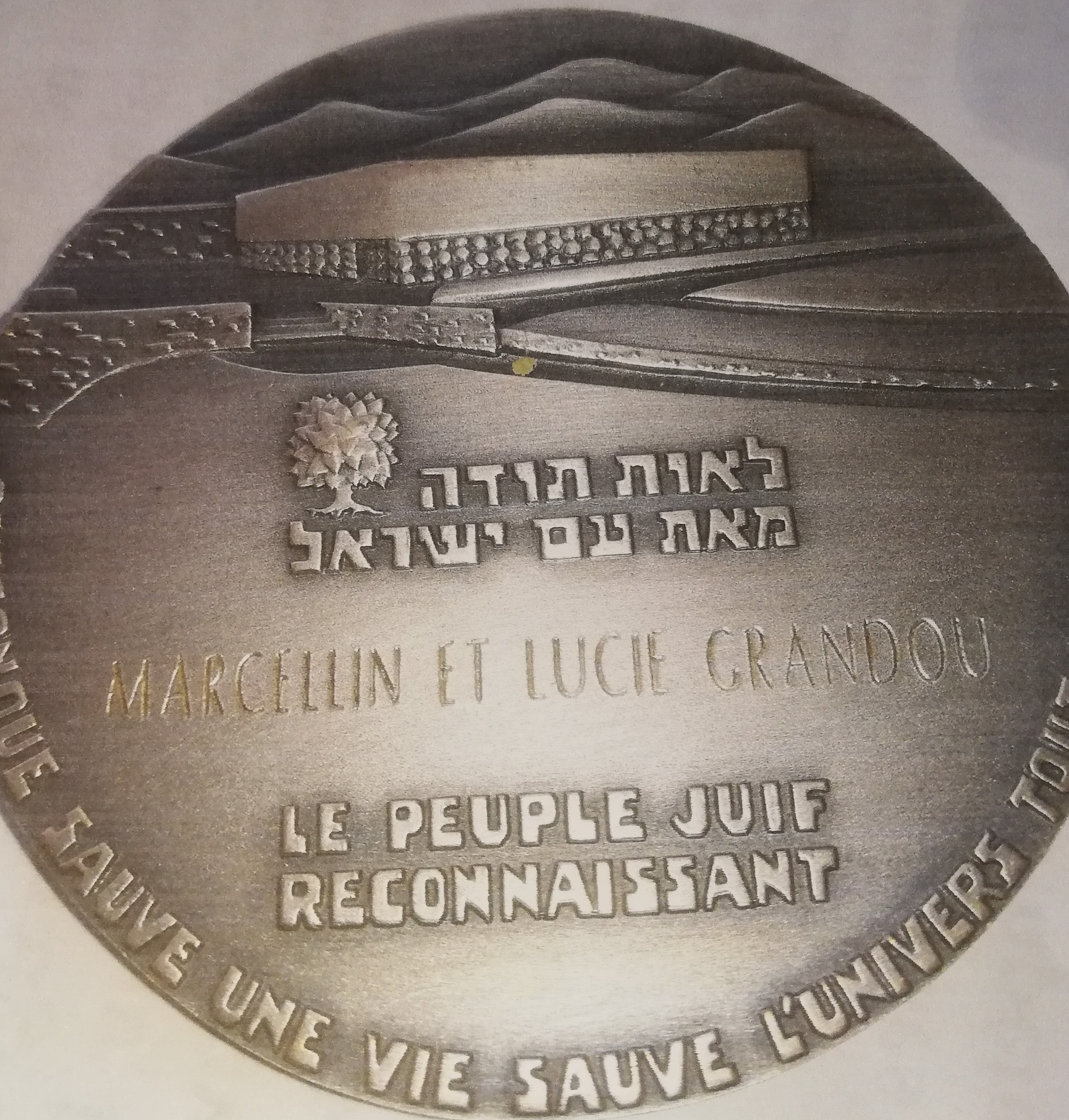
Revers de la Médaille des Justes gravée au nom des Grandou.

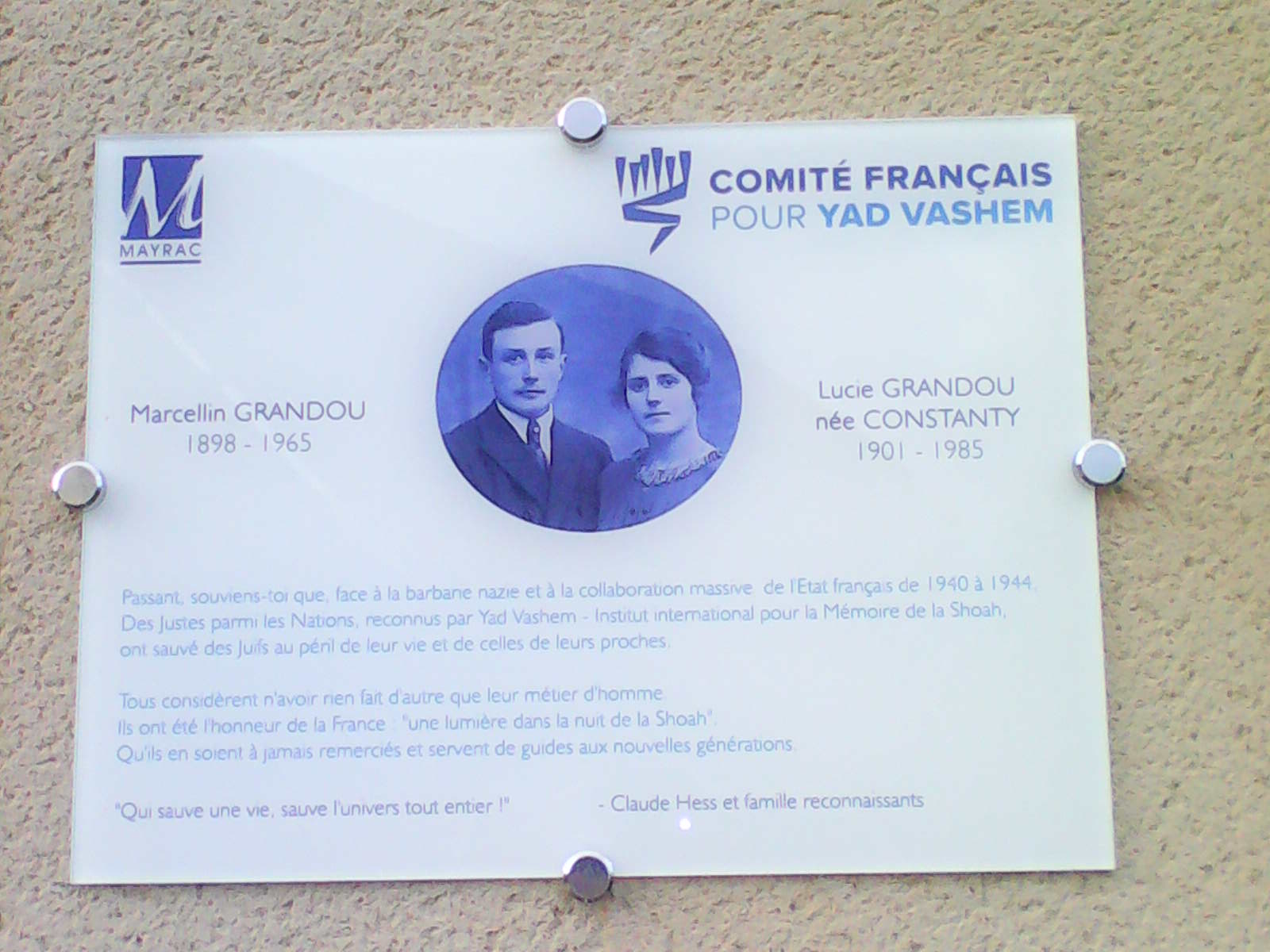
Plaque sérigraphiée apposée sur l'ancienne mairie de Mayrac honorant la mémoire de Marcellin et Lucie Grandou.

Le 18 décembre 2005, l'institut Yad Vashem de Jérusalem a décerné, à titre posthume, à Lucie et Marcellin Grandou, à Léa et Elie Louradour, le titre de Juste parmi les Nations. Ils font partie des 50 lotois reconnus en 2018.
La cérémonie de reconnaissance a eu lieu le 1er juillet 2007 dans la mairie de Bretenoux en présence de Claude Hess et Danielle Hess épouse Lévy et des trois filles de Marcellin et Lucie Grandou.
Leurs quatre noms sont gravés sur le Mur des Justes au Mémorial de la Shoah à Paris.
Le 1er décembre 2019 le Comité français pour Yad Vashem et le sous-préfet de Gourdon inaugurent en présence de Claude Hess, successivement à Mayrac et Saint-Sozy deux plaques en mémoire de ces quatre Justes parmi les Nations. Celles-ci sont apposées, à Saint-Sozy sur la facade de la mairie, et à Mayrac sur la facade de l'ancienne mairie à l'entrée du bourg.
Le 10 janvier 2021 Claude Hess rend témoignage de l'action salvatrice des Grandou dans un long documentaire diffusé par RMC Découverte.